# Paguayo, Tamazunchale
Paguayo är en ort i Mexiko.   Den ligger i kommunen Tamazunchale och delstaten San Luis Potosí, i den sydöstra delen av landet, 210 km norr om huvudstaden Mexico City. Paguayo ligger 483 meter över havet och antalet invånare är 444.
Terrängen runt Paguayo är kuperad norrut, men söderut är den bergig. Runt Paguayo är det tätbefolkat, med 476 invånare per kvadratkilometer. Närmaste större samhälle är Tamazunchale, 7,1 km öster om Paguayo. I omgivningarna runt Paguayo växer i huvudsak städsegrön lövskog.